# えぐさゆうこ
えぐさ ゆうこ（1977年5月26日 - ）は、日本のナレーター、女優、歌手。元南海放送アナウンサー。元俳協所属。愛媛県松山市出身。愛媛県立松山東高等学校、横浜国立大学教育学部美術科卒業。血液型はA型。旧名：橋口 裕子（はしぐち ゆうこ）。現在は昭和音楽大学准教授。

## 人物・来歴
愛媛県松山市出身。愛媛県立松山東高等学校、横浜国立大学教育学部美術科を卒業後、2000年、南海放送にアナウンサーとして入社。テレビ番組に出演する一方で、ラジオ・パーソナリティーとしても活躍する。また地上デジタル放送推進大使も務め、愛媛代表「デジタルマドンナ」として全国CMなどにも出演する。
結婚相手は音楽家の江草啓太で、退社後は東京に居住を移し、俳協に所属していた（現在はフリー）。ナレーター、俳優として、テレビ番組やＣＭなど多方面で活躍している。
2014年5月芸名を「橋口裕子」から「えぐさゆうこ」に統合する形で改名。
奄美大島、屋久島などの島唄に造詣が深く、奄美島唄の大御所である朝崎郁恵に師事しつつ、音楽活動も行っている。
全国のライブハウスに出演する一方で、モンゴル音楽祭、民謡ＳＯＮＩＣなどにも出演。2010年には、奄美出身者以外では習得するのが難しいとされる奄美民謡大賞に出演し、見事本選への出場を果たす。
また、父親の生まれ故郷である屋久島で古謡の現地採取にも取り組んでおり、2011年7月には、屋久島で開かれた「やくしま夏まつり」にて、幻の名曲「まつばんだ」を披露している。また、新居浜太鼓祭りの応援ソングアルバム『SORYA2』では「えぐさ由唄」名義で参加。
2015年に初のソロミニアルバム「宝歌-takarauta-」をえぐさゆうこ名義でリリース。J-WAVE 「RADIO SAKAMOTO」のオーディションコーナーで朝顔節が紹介された。
2020年にアルバム「麗しき島々-songs of beautiful islands」をリリース。TBSラジオ、TOKYO FMなどで屋久島の古謡が紹介される。
屋久島古謡「まつばんだ」を取材した大石始の著作「南洋のソングライン」、川井龍介著「十九の春を探して」にも登場している。
2024年4月から昭和音楽大学准教授。

## 過去の出演番組
- テレビ
  - テレビ朝日「サンデースクランブル」 (テレビ朝日) - リポーター
  - Eテレ「全国高校・大学ダンスフェスティバル神戸」第30回-32回ナレーション
  - 「地球VOCE」（2010年4月9日〜、テレビ東京）- ナレーション
  - TBS特別番組「僕に炎の戦車を」開幕スペシャル
  - NTV「億万笑者」 (日本テレビ) - 出演
  - MXテレビ「5時に夢中！」ナレーター
  - RNB「女子アナ的今コレ！」（毎週日曜日17時〜、南海放送）
  - RNB「特急！ニュースプラス１」 (南海放送) - 天気＆企画ニュース
  - RNB「ゆうこののんびり行こうよ」
  - RNB「県政ハイライト」 (南海放送) - 番組制作・ナレーション
  - RNB「チェック ザ なんかい」 (南海放送) ナビゲーター
- ラジオ
  - RNB「ＶＯＩＣＥ」 (南海放送) - 対談番組ＭＣ
  - RNB「木藤たかおの日曜プレスクラブ」（毎週日曜日　17:00〜22:00、南海放送）- ニュースキャスター
  - RNB「くれよんラジオえほんのもり」（毎週土曜日　朝10:30〜、南海放送）
  - RNB「ペンを持った子どもたち」（月・水・金　夕方16:25〜、南海放送）
  - かわさきFM「伊藤多喜雄とめぐ留の民謡クロスオーヴァー」
  - FM八女 馬場美雅のしゃべっ茶Oh！」
  - レインボーFM
- CM
  - 地上デジタル放送推進大使
  - ビックカメラ
  - ライスフォース